# Dale Long
Richard Dale Long (né le 6 février 1926 à Springfield, Missouri, États-Unis et mort le 27 janvier 1991 à Ormond Beach, Floride, États-Unis) était un joueur de baseball.
Il évolue dans la Ligue majeure de baseball comme joueur de premier but en 1951, puis de 1955 à 1963. En 1956 pour les Pirates de Pittsburgh, Dale Long établit le record de la Ligue nationale et record du baseball majeur en frappant au moins un coup de circuit lors de 8 matchs consécutifs.
Il participe au match des étoiles en 1956 comme représentant des Pirates et fait partie de l'équipe des Yankees de New York championne de la Série mondiale en 1962.

## Carrière
Membre de l'United States Navy retourné à la vie civile avec les honneurs militaires en mai 1944, Dale Long se voit offrir en la même année son premier contrat professionnel par Casey Stengel des Brewers de Milwaukee, un club des ligues mineures dans l'Association américaine. Il joue dans les mineures à partir de 1944 pour des clubs affiliés à diverses franchises des Ligues majeures de baseball avant d'obtenir une première chance chez les Pirates de Pittsburgh, où il dispute un premier match le 21 avril 1951. Après 10 matchs joués pour Pittsburgh et 34 pour les Browns de Saint-Louis en 1951, il retourne dans les mineures pour trois ans et demi, avant de refaire surface chez les Pirates en 1955. Durant ce long passage en ligues mineures, il est avec les Stars d'Hollywood en 1953 nommé joueur de l'année de la Ligue de la côte du Pacifique.
Il s'impose alors rapidement à Pittsburgh en frappant pour ,291 de moyenne au bâton en 131 matchs à sa première saison entière, où il mène le baseball majeur avec 13 triples, en plus de frapper 16 circuits et de récolter 79 points produits.
Long présente certaines de ses meilleures statistiques offensives au cours d'une saison 1956 qui lui vaut sa première, et seule, invitation au match des étoiles. Il réussit des sommets personnels de 136 coups sûrs, 27 circuits et 91 points produits, et mène la Ligue nationale avec 11 ballons sacrifices.
Il accomplit un fait historique avec les Pirates du 19 au 28 mai 1956 lorsqu'il frappe au moins un circuit dans 8 matchs consécutifs. Premier joueur de l'histoire des majeures à réaliser l'exploit, il est toujours en 2015 le seul à détenir ce record de la Ligue nationale, et il est le codétenteur du record des majeures, qui fut réédité dans la Ligue américaine par Don Mattingly en 1987 et Ken Griffey Jr. en 1993. Long bat le record le 26 mai 1956 en réussissant un circuit pour un 7e match de suite, à son dernier tour au bâton en 8e manche du match contre les Phillies de Philadelphie et contre le lanceur Ben Flowers. Le record était avant la performance de Long d'au moins un circuit dans 6 matchs consécutifs. Après un circuit face aux Dodgers de Brooklyn pour améliorer son record le 28 mai, la séquence de Long prend fin le lendemain lorsqu'il est retiré quatre fois par Don Newcombe des Dodgers.
Après cette fameuse séquence, cependant, il n'ajoute que 11 circuits et ne frappe que pour ,207 de moyenne au bâton dans les 110 matchs qui restent à la saison des Pirates, qu'il dispute en dépit de blessures aux jambes.
Long gagne un salaire annuel de 16 000 dollars pour les Pirates en 1956, puis de 19 500 dollars en 1957.
Après son départ de Pittsburgh, Dale Long roule sa bosse comme joueur d'utilité des Cubs de Chicago (1957-1959), des Giants de San Francisco (1960), des Yankees de New York (1960), des Senators de Washington (1961-1962), puis une dernière fois pour les Yankees (1962-1963).
Affichant sa meilleure moyenne au bâton en une saison (,298 en 130 matchs) en 1957, il frappe un circuit pour les Pirates, puis 19 pour les Cubs de Chicago, à qui il est transféré dès mai. Il connaît un autre bonne saison en 1958 pour les Cubs avec 20 circuits et 75 points produits. En 1958, il dispute deux parties à la position de receveur pour Chicago. Lors du premier de ces deux matchs, le 20 août 1958 contre Pittsburgh, Long est l'un des très rares gauchers à jouer la position de receveur dans les majeures, le premier en fait depuis Jiggs Donahue en 1902,. Le club n'ayant pas de gant de baseball pour receveurs gauchers, Long utilise un gant habituellement réservé aux joueurs de premier but.
Avec les Giants, il affronte en finale des majeures son ancienne équipe, les Pirates, qui remportent sur San Francisco la Série mondiale 1960. Il frappe un coup sûr en trois passages au bâton dans cette finale. Avec New York deux ans plus tard, Long est membre de l'équipe championne de la Série mondiale de 1962, finale durant laquelle il obtient un coup sûr et un point produit en 5 passages au bâton contre San Francisco. Il joue son ultime match le 18 juillet 1963 pour les Yankees.
De 1951 à 1963, Dale Long a participé à 1 013 matchs de la Ligue majeure de baseball, répartis sur 10 saisons. Il a maintenu une moyenne au bâton de ,267 et compte 805 coups sûrs, dont 135 doubles, 33 triples et 132 circuits. Il a amassé 467 points produits et 384 points marqués. Son pourcentage de présence sur les buts en carrière s'élève à ,341 et sa moyenne de puissance à ,464.
Une fois sa carrière de joueur terminée, il vit dans le Massachusetts, le nord de l'État de New York (Central District) ainsi qu'en Floride à partir de 1983, après sa retraite. Il est partenaire d'affaires dans une compagnie pharmaceutique, est arbitre de baseball professionnel notamment en Ligue internationale, forme des camps de baseball pour les jeunes et est annonceur sportif pour une station de télévision de la région d'Albany. Il apparaît fréquemment dans des matchs amicaux d'anciens joueurs des Pirates.
Dale Long succombe à un cancer le 27 janvier 1991 à Ormond Beach, en Floride, à l'âge de 64 ans, laissant dans le deuil son épouse Dorothy et leurs deux fils.